# Ordine al merito della salute (Mali)
L'Ordine al merito della salute è un Ordine cavalleresco del Mali.

## Storia
L'Ordine è stato fondato il 10 luglio 1997 e viene assegnato in riconoscimento a distinti contributi nel campo della sanità.

## Classi
L'Ordine dispone delle seguenti classi di benemerenza:
- Commendatore
- Ufficiale
- Cavaliere

| Nastri    |           |              |
| Cavaliere | Ufficiale | Commendatore |

## Insegne
- Il nastro è azzurro con bordi rossi, gialli e verdi.